# Spesmilo

Spesmilo 符号₷

Spesmilo是一种已过时的十进制货币，由勒内·德·索绪尔于1907年提出，在第一次世界大战前已有少数英国和瑞士世界语者银行發行。